# Cuno Hoffmeister

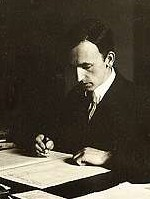
Cuno Hoffmeister

Cuno Hoffmeister (* 2. Februar 1892 in Sonneberg; † 2. Januar 1968 ebenda) war ein deutscher Astronom und Geophysiker.

## Forschungsgebiet
Sein hauptsächliches Forschungsgebiet waren die veränderlichen Sterne, von denen Hoffmeister etwa 10.000 entdeckte und gemeinsam mit seinen Mitarbeitern erforschte; dies sind fast ein Viertel der bis 2010 bekannten Sterne mit Helligkeitsschwankungen. Dazu gründete er Mitte der 1920er Jahre die Sternwarte Sonneberg und entwickelte die Langzeit-Forschungsprogramme Sonneberger Felderplan (Field patrol) und Sonneberger Himmelsüberwachung (Sky patrol) zur Beobachtung und fotografischen Überwachung und Erforschung der veränderlichen Sterne, Meteore und extragalaktischer Objekte. Unter seiner Leitung wurde die Sternwarte in Sonneberg bis Ende der 1960er Jahre zum weltweit führenden Institut auf diesem Spezialgebiet der Astronomie.

## Leben
Cuno Hoffmeister wurde in Sonneberg im Herzogtum Sachsen-Meiningen als Sohn eines Spielwarenfabrikanten geboren. Schon als Kind faszinierten ihn die Sterne und als er im 13. Lebensjahr ein Optisches Teleskop geschenkt bekommen hatte, begann er die Vorgänge am Nachthimmel genauer zu beobachten. Das Abitur und ein naturwissenschaftliches Studium blieben ihm jedoch zunächst verwehrt, da er mit kaufmännischer Berufsausbildung die Fabrik seines Vaters übernehmen sollte. Trotzdem setzte er die visuellen Himmelsbeobachtungen als Autodidakt fort und fand 1914 Beachtung mit eigenen Entdeckungen auf dem Gebiet der veränderlichen Sterne. Als während des Ersten Weltkrieges die Spielzeugfabrikation zum Erliegen kam, erhielt er von 1915 bis 1918 die Möglichkeit, als Hilfsassistent bei Ernst Hartwig an der Dr.-Remeis-Sternwarte in Bamberg zu arbeiten. 1919 errichtete er im Hof des Elternhauses eine Hütte, um dort seine astronomischen Beobachtung zu machen. 1920 holte er neben der wissenschaftlichen Tätigkeit das Abitur nach und zog 1921 die Beobachtungsstation vom Hof auf das Dach des Elternhauses um. Bis Mitte der 1920er Jahre studierte er Astronomie, Mathematik und Physik an der Universität in Jena und begann mit eigenen fotografischen Himmelsaufnahmen das Projekt: Sonneberger Felderplan zum Studium der veränderlichen Sterne der nördlichen Milchstraße. Gleichzeitig errichtete er mit Unterstützung seiner Heimatstadt die Sternwarte Sonneberg auf dem Erbisbühl im Stadtteil Neufang, zu deren Leiter er 1926 berufen wurde. Hoffmeister folgte mit dem Konzept der Sonneberger Himmelsüberwachung einer Anregung Paul Guthnicks, der Anfang der 1920er Jahre an der Universitätssternwarte Berlin-Babelsberg die Einrichtung einer systematischen fotografischen Himmelsüberwachung zur Diskussion brachte. Hoffmeisters Arbeit als Naturwissenschaftler fand in der Fachwelt besondere Anerkennung, als sein Beitrag über die Beziehungen zwischen Kometen und Sternschnuppen aus dem Jahr 1922 in die Encyklopädie der mathematischen Wissenschaften aufgenommen wurde. 1930 und 1933 unternahm er zwei längere Forschungsreisen in das Karibische Meer. Als die Stadt Sonneberg infolge der Weltwirtschaftskrise zahlungsunfähig geworden war, wurde die Sternwarte Sonneberg aus finanziellen Gründen ab 1930 an den Staat Preußen verpachtet. 1931 wurde die Sonneberger Sternwarte gänzlich von Preußen übernommen und damit der Universitätssternwarte Berlin-Babelsberg als Außenstelle angegliedert. Zwischen 1937 und 1960 hielt sich Hoffmeister zur Erforschung des südlichen Himmels mehrmals längere Zeit in Südafrika und Namibia auf, wo das von der Hobbyastronomin Sonja Itting-Enke gestiftete Cuno Hoffmeister Memorial Observatory in der Nähe Windhoeks an ihn erinnert. 1936 wurde er Mitglied der Deutschen Akademie der Naturforscher (Leopoldina). Zum 1. Mai 1937 trat er der NSDAP bei (Mitgliedsnummer 6.990.227). Dadurch erhielt er u. a. ausreichende Handlungsfreiheit, um Paul Ahnert Schutz vor weiterer Verfolgung zu bieten. Im Zweiten Weltkrieg gelang es Hoffmeister die Programme zur Himmelsbeobachtung ohne Einschränkungen weiterzuführen. Mit Unterstützung des Bürgermeisters von Sonneberg, Max Zogbaum, bot er die Sternwarte der Luftwaffe als Station zur Wetter- und Himmelsbeobachtung an. Die Sternwarte wurde zu einer „Beobachtungsstation der Luftwaffe“ und er selbst zum befehlshabenden Offizier ernannt. Unter seinem Kommando wurden alle Mitarbeiter der Sternwarte für die Luftwaffe dienstverpflichtet und galten während des Krieges als unabkömmlich, wobei sie ihre Arbeit auf astronomischem Gebiet unverändert erledigen konnten. Die Friedrich-Schiller-Universität Jena verlieh ihm 1943 den Professorentitel. Bei Kriegsende überzeugte Hoffmeister 1945 erst die amerikanischen und danach die sowjetischen Besatzer, dass die Sternwarte während der NS-Zeit tatsächlich keine militärischen Aufgaben übernommen hatte. Danach konnte er mit seinen Mitarbeitern die wissenschaftliche Arbeit fortsetzen. Störungen gab es hauptsächlich dadurch, dass einige Instrumente, darunter der große Astrograf mit einem 40-Zentimeter-Teleskop, als Reparationsleistungen in die Sowjetunion abgegeben werden mussten. Auf Grund der erfolgreichen Arbeit wurde die Sternwarte Sonneberg 1946 als selbständiges Institut durch die Deutsche Akademie der Wissenschaften zu Berlin (heute Berlin-Brandenburgische Akademie der Wissenschaften) übernommen und Cuno Hoffmeister zum Leiter, später zum Direktor dieser Forschungseinrichtung ernannt.
Durch die fotografische Himmelsüberwachung im Rahmen des Sonneberger Felderplans ist »Sonneberg« zu einem Begriff in der Astronomie geworden. Der internationalen wissenschaftlichen Anerkennung Hoffmeisters standen allerdings zunehmende Behinderungen und Schwierigkeiten auf staatspolitischer Ebene gegenüber, die die Existenz der Sternwarte und damit auch einen Teil seines Lebenswerkes bedrohten. Seit dem 13. August 1961 lag die Stadt Sonneberg im DDR-Grenzsperrgebiet. Die Sternwarte war daher für auswärtige Besucher nahezu unerreichbar geworden und im internationalen Forschungsbetrieb nicht mehr vorzeigbar. Mit seiner Autorität als Wissenschaftler konnte sich Hoffmeister den Ansinnen zur Verlagerung seines Forschungsinstituts aus Sonneberg an andere Orte mehrere Jahre erfolgreich widersetzen. Der Konflikt eskalierte anlässlich einer Akademiereform im Sommer 1967, als ihm die wissenschaftliche Leitung der Sternwarte entzogen wurde. In Sorge um die Zukunft seiner Sternwarte verstarb Cuno Hoffmeister einen Monat vor seinem 76. Geburtstag in Sonneberg.

## Auszeichnungen und Ehrungen
- Cuno Hoffmeister erhielt 1951 den Nationalpreis der DDR und wurde 1960 als Mitglied in die Sächsische Akademie der Wissenschaften berufen.
- Die Stadt Sonneberg verlieh Cuno Hoffmeister 1964 die Ehrenbürgerschaft und benannte eine Straße nach ihm.
- Seit 1992 trägt die Staatliche Regelschule im Sonneberger Stadtteil Wolkenrasen, die 1979 als Polytechnische Oberschule eröffnet worden war, den Namen „Cuno Hoffmeister Schule“.
- Die Internationale Astronomische Union ehrte Cuno Hoffmeister mehrfach mit verschiedenen Namensgebungen:
  - 1970 erhielt der Mondkrater mit den Koordinaten "15° 12' N / 136° 54' O" den Namen »Hoffmeister«.
  - Der von Karl Wilhelm Reinmuth entdeckte Asteroid (1726), der sich im Asteroiden-Hauptgürtel zwischen den Bahnen der Planeten Mars und Jupiter bewegt, erhielt Cuno Hoffmeisters Familiennamen »(1726) Hoffmeister«.
  - Der Komet C/1959 01, den M.J. Bester auf Fotoplatten entdeckte, die Cuno Hoffmeister 1959 während seines Aufenthaltes am Boyden Observatory aufgenommen hatte, erhielt den Namen »C/1959 O1 Bester-Hoffmeister«.
  - 1991 erhielt der von Hoffmeister am 5. Juni 1959 am Boyden Observatory entdeckte erdnahe Asteroid 4183 seinen Vornamen.[3] Der Himmelskörper »(4183) Cuno« ist ein Asteroid vom Apollo-Typ.

## Bibliografie (Auswahl)
- Kurze Einführung in die Wunder am Sternen-Himmel: für nächtliche Wanderer, unsere Jugend und unsere Soldaten mit Rücksicht auf den Gebrauch des Feldstechers. C.C. Buchner Verlag, Bamberg 1916.
- Meteore, ihre kosmischen und irdischen Beziehungen. Akademische Verlagsgesellschaft m.b.H., Leipzig 1937.
- Die veränderlichen Sterne der nördlichen Milchstraße. T. 4. (bearbeitet von C. Hoffmeister u. P. Ahnert) Veröffentlichungen der Sternwarte zu Sonneberg 1947.
- Zur Photometrie der Milchstraße. Akademie-Verlag, Berlin 1947.
- Meteorströme. Johann Ambrosius Barth Verlag, Leipzig 1948.
- Die Sterne. Zeitschrift für alle Gebiete der Himmelskunde. (Herausgeber C. Hoffmeister) J. A. Barth Verlag, Leipzig/Heidelberg/Berlin 1951 bis 1967.
- Die veränderlichen Sterne der nördlichen Milchstraße. T. 6. (bearbeitet von C. Hoffmeister u. a.) Akademie-Verlag, Berlin 1951.
- Die veränderlichen Sterne der nördlichen Milchstraße. T. 7. (bearbeitet von C. Hoffmeister u. a.) Akademie-Verlag, Berlin 1954.
- Sterne über der Steppe. VEB F. A. Brockhaus Verlag, Leipzig 1954.
- Zählungen der Meteore in Südwestafrika 1937–1938. Akademie-Verlag, Berlin 1955.
- Messungen zur atmosphärischen Optik in Südwest-Afrika. Akademie-Verlag, Berlin 1956 und 1966.
- Photographische Aufnahmen von Kometen. Akademie-Verlag, Berlin (1956)
- Bearbeitung des Lichtwechsels von 75 kurzperiodischen veränderlichen Sternen zwischen 25° und 90° südlicher Deklination. Akademie-Verlag, Berlin 1956.
- Die veränderlichen Sterne der nördlichen Milchstraße. T. 9. (bearbeitet von C. Hoffmeister, W. Götz, H. Huth) Akademie-Verlag, Berlin 1957.
- Über das Verhalten von drei typischen und sechs atypischen RW Aurigae-Sternen. Akademie-Verlag, Berlin 1958.
- Beobachtungen hochatmosphärischer Erhellungen des Nachthimmels in Südwestafrika 1952–1953. Akademie-Verlag, Berlin 1958.
- Beobachtungen des verstärkten Nachthimmelleuchtens in den Jahren 1946–1957. Akademie-Verlag, Berlin 1959.
- Die veränderlichen Sterne der nördlichen Milchstraße. T. 11. (bearbeitet von C. Hoffmeister) Akademie-Verlag, Berlin 1960.
- Veränderliche Sterne am Südhimmel. Akademie-Verlag, Berlin 1963.
- mit P. Ahnert: Astronomische Abhandlungen. J. A. Barth Verlag, Leipzig 1965.
- Analyse der Lichtkurven von vier RW Aurigae-Sternen. Akademie-Verlag, Berlin 1965.
- Der Aufbau der Galaxis. Akademie-Verlag, Berlin 1966.
- mit Gerold Richter, Wolfgang Wenzel: Veränderliche Sterne. J. A. Barth Verlag, Leipzig 1990, ISBN 3-335-00224-5.